# 오타쿠에게 사랑은 어려워
《오타쿠에게 사랑은 어려워》(일본어: ヲタクに恋は難しい)는 후지타가 지은 일본의 만화이다.
2014년에 pixiv에서 연재를 하다가 2015년에 이치진샤에서 단행본으로 정식 발매되었다. 발매 후, 무려 첫 권에서 100만 부의 발행부수를 돌파했다. 단행본은 전 11권 60화로 나왔다.
내용은 오타쿠(마니아) 사내 동기들의 사랑 이야기로, 여기에 자잘한 하위문화 요소가 다수 들어가 있다.
2020년 같은 이름의 영화로 만들어져 개봉되었다. 
애니메이션은 A-1 Pictures에서 만들어 2018년 4월 13일부터 6월 22일까지 후지 TV 등에서 방영했다.

## 실사 영화
《오타쿠에게 사랑은 어려워》(일본어: ヲタクに恋は難しい)는 2020년 일본의 뮤지컬·로맨스 코미디 영화로, 동명의 만화의 실사화 작품이다. 후쿠다 유이치 감독이 연출했고, 타카하타 미츠키, 야마자키 켄토가 출연했다.

#### 출연진
- 타카하타 미츠키 - 모모세 나루미 역
- 야마자키 켄토 - 니후지 히로타카 역
- 나나오 - 코야나기 하나코 역
- 카쿠 켄토 - 사카모토 신지 역
- 이마다 미오 - 모리타 유키 역
- 와카츠키 유미 - 미쿠 역
- 무로 츠요시 - 바 마스터 역
- 사토 지로 - 이시야마 쿠니로 역
- 사이토 타쿠미 - 카바쿠라 타로 역
- 우치다 마아야 - 본인 역